# Martha Quinn
Martha Conrad Quinn (* 11. Mai 1959 in Albany, New York; eigentlich Martha Conrad Tarlow) ist eine US-amerikanische Schauspielerin, Hörfunkmoderatorin und Fernsehmoderatorin.

## Leben
Quinn wurde in Albany, New York, als Tochter von Nina Pattison, einer Altersberaterin, und David Quinn, einem Anwalt, geboren. Sie hat zwei ältere Brüder und einen jüngeren Halbbruder. Quinn besuchte bis 1977 die Ossining High School und bis 1981 die New York University. Später moderierte sie die Radiosendung Martha Quinn's Rewind.
In den 1980er und 1990er Jahren war sie in einigen Filmen und Episoden verschiedener Fernsehserien als Schauspielerin tätig. Präsenter ist sie als Fernsehmoderatorin. So moderierte sie schon häufiger Formate wie die Verleihung der MTV Video Music Awards. Sie lebt zurzeit mit ihrem Mann und zwei Kindern in Los Angeles.

## Filmografie
- 1987: Fame – Der Weg zum Ruhm (Fame) (Fernsehserie, Episode 6x17)
- 1988: Tapeheads – Verrückt auf Video (Tapeheads)
- 1988: Dead Heat
- 1988: Scharfe Kurven (Dangerous Curves)
- 1989: LL Cool J: Going Back to Cali (Kurzfilm)
- 1989: Eddie and the Cruisers II: Eddie lebt (Eddie and the Cruisers II: Eddie Lives!)
- 1990: The Bradys (Fernsehserie, 4 Episoden)
- 1990: Sprite: Audition
- 1991: Zombie Town (Chopper Chicks in Zombietown)
- 1991: Ein Satansbraten kommt selten allein (Problem Child 2)
- 1991: Motorama
- 1992: Cosmo (Bad Channels)
- 1992: A Spinal Tap Reunion: The 25th Anniversary London Sell-Out (Fernsehfilm)
- 1992: Parker Lewis – Der Coole von der Schule (Parker Lewis Can’t Lose, Fernsehserie)
- 1992–1993: Full House (Fernsehserie, 2 Episoden)
- 1997: The Weird Al Show (Fernsehserie, 2 Episoden)
- 2015: Wicked City (Fernsehserie, Episode 1x04)